# Apostolska nunciatura v Singapuru
Apostolska nunciatura v Singapuru je diplomatsko prestavništvo (veleposlaništvo) Svetega sedeža v Singapuru, ki ima sedež v Singapuru; ustanovljena je bila leta 1999.
Trenutni apostolski nuncij je Leopoldo Girelli.

## Seznam apostolskih nuncijev
- Adriano Bernardini (24. julij 1999–26. april 2003)
- Salvatore Pennacchio (20. september 2003–8. maj 2010)
- Leopoldo Girelli (13. januar 2011–danes)